# Rinaldo Mastellari
Rinaldo Mastellari, a volte erroneamente riportato come Riccardo Mastellari (Mirabello, 19 agosto 1884 – Torino, 13 aprile 1962), è stato uno scultore italiano.

## Biografia
Figlio di Davide e di Grisanta Pontini, si era formato nell'ambiente artistico ferrarese dominato all'epoca dalla figura dello scultore Luigi Legnani, docente di plastica alla civica scuola d'arte Dosso Dossi. Si trasferì a Genova nel 1909 e, dopo aver vinto nel 1911 il concorso internazionale per un monumento in onore dell'uomo politico argentino Leandro N. Alem, si stabilì a Buenos Aires. Qui sposò Anna Maria Ricci e seguì la realizzazione del grande monumento in bronzo e marmo, che fu collocato nel quartiere del Retiro.
Richiamato in Italia, combatté durante la prima guerra mondiale contraendovi una malattia polmonare che lo rese invalido. Durante un soggiorno a Ferrara, nel 1918 eseguì un busto in ricordo del pittore Pier Augusto Tagliaferri, collocato nel cimitero di Porotto. Trasferitosi definitivamente a Torino nel 1919, fondò la locale Associazione invalidi di guerra e, pur di salute cagionevole, continuò ad operare come scultore all'ombra del celebre Leonardo Bistolfi e del meno noto Edoardo Rubino, soprattutto nell'ambito cimiteriale. 